# Saint-Genest (Allier)
Saint-Genest település Franciaországban, Allier megyében. Lakosainak száma 388 fő (2022. január 1.). Saint-Genest Arpheuilles-Saint-Priest, Lignerolles, Sainte-Thérence, Terjat és Villebret községekkel határos.

## Népesség
A település népessége az elmúlt években az alábbi módon változott:
| Lakosok száma | 264  | 252  | 322  | 356  | 366  | 402  | 407  | 395  | 389  | 388  |
|               | 1968 | 1982 | 1990 | 2006 | 2013 | 2015 | 2017 | 2019 | 2020 | 2022 |